# مرگ‌نشان ایرینگا
مرگ‌نشان ایرینگا (نام علمی: Sheppardia lowei) نام یک گونه از سرده مرگ‌نشان است.